# Llinda d'un portal de l'habitatge al carrer Sant Roc, 11 (Cantonigrós)
La Llinda d'un portal de l'habitatge al carrer Sant Roc, 11 és una obra de l'Esquirol (Osona) inclosa a l'Inventari del Patrimoni Arquitectònic de Catalunya.

## Descripció
Edifici al c/Sant Roc que presenta una llinda de pedra picada i formes sinuoses que fan de bordó a la imatge central. Al centre de la llinda, en relleu, hi ha el rostre d'un àngel un xic deteriorat però força precís en el rostre i les ales, que estan molt ben esculturats. Damunt el cap dels àngels hi ha una creu grega de relleu més baix.
L'estat de conservació de la llinda és millor que el de la resta de la casa.

## Història
La llinda no està datada però per la tipologia podria ser del segle xvii o XVIII, moment en què es va normar el nucli de Cantonigros.